# Rass (Unternehmen)
Rass Spezialsportschuhe (auch Rass Sportschuhe) ist ein deutsches Unternehmen aus Schönheide.

## Geschichte
Ein örtlicher Schuhmacher, Hermann Rass, der schon im ausgehenden 19. Jahrhundert Anzeigen schaltete, war der Ausgang. Das moderne Unternehmen wurde 1963 gegründet und wird mittlerweile in vierter Familiengeneration geführt. Von Anfang an spezialisierte sich Rass Sportschuhe auf Schuhe für Sommer- und Wintersportler. Neben speziellen Skischuhen werden Sportschuhe für Freizeit, Fußball, Hallen- und Ringersport sowie Tanzschuhe, Gardestiefel sowie individuelle Maßanfertigungen hergestellt. Auch große Hersteller wie Puma und Adidas lassen Schuhe bei Rass produzieren. So fertigt Rass für Adidas den Fußballschuh Copa Mundial.
1975 fertigte das Unternehmen den ersten Skisprungstiefel der Welt mit Wadenspoiler und stattet auch heute noch einen Großteil der Skispringer und Nordischen Kombinierer im Weltcup, darunter auch Gregor Schlierenzauer und Björn Kircheisen mit Schuhen aus.
Bis 1989 war Rass viermal offizieller Olympiaausstatter der Mannschaft der Deutschen Demokratischen Republik.
1992 entwickelte Rass gemeinsam mit dem Bindungshersteller Silvretta-Sherpas und Adidas in Herzogenaurach das erste Bindungssystem für Sprungstiefel weltweit. Der heutige Firmeninhaber Tom Rass war selbst lange als Skispringer aktiv und ist zudem gelernter Orthopädiemeister.
2007 erzielte Rass einen Umsatz im höheren einstelligen Millionenbereich.

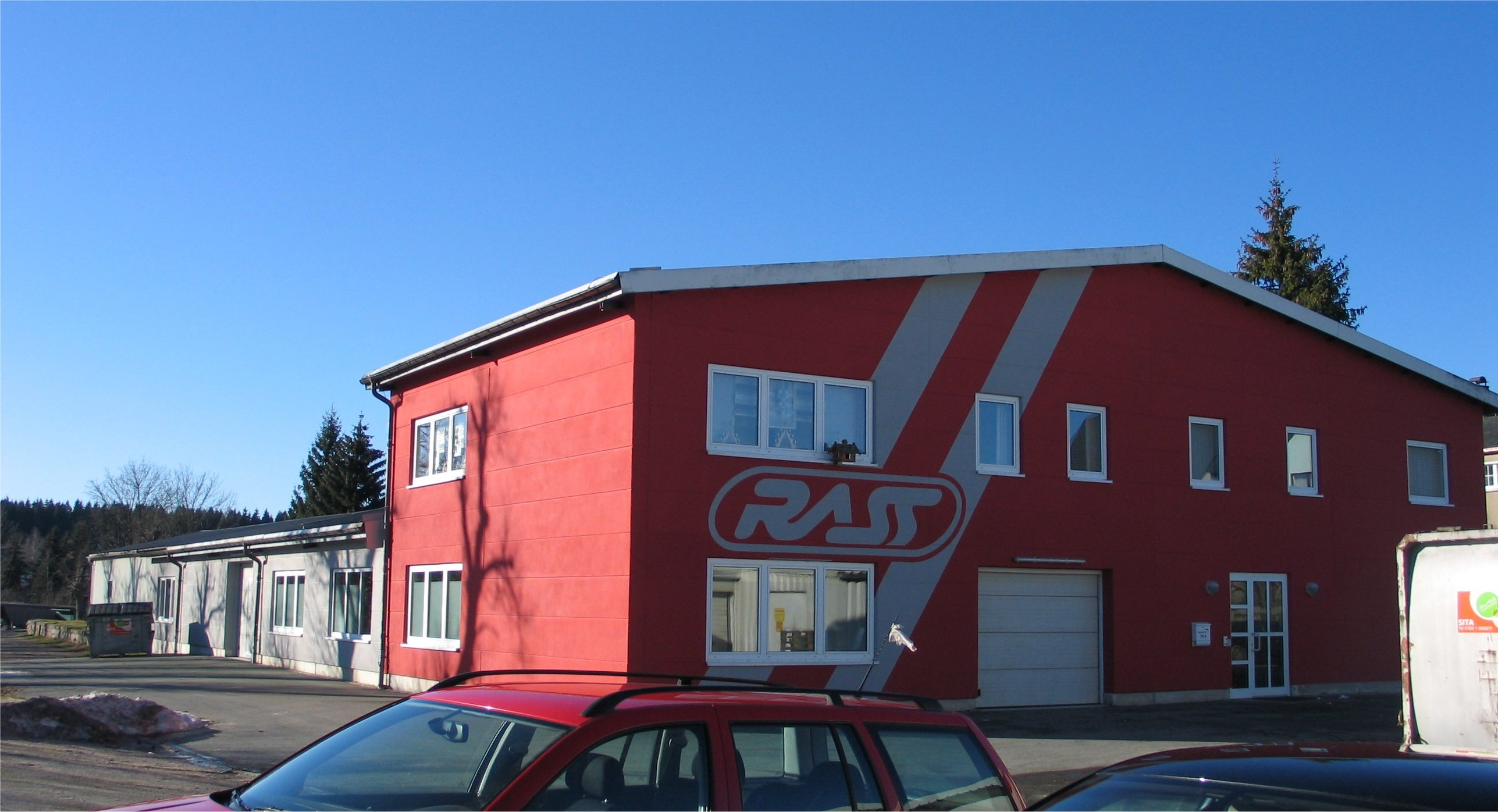
Produktionsstätte
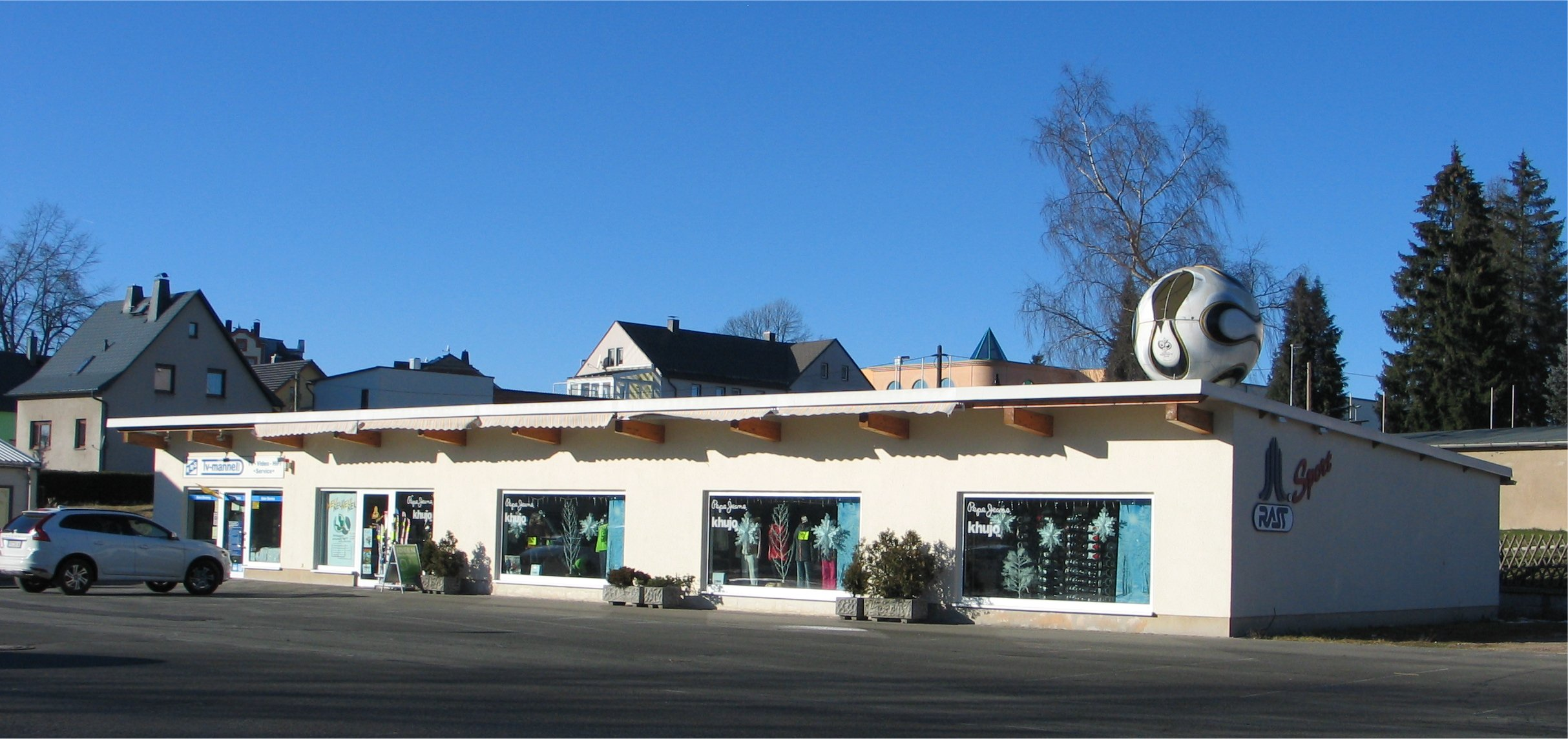
Sportshop